# UK Airprox Board
UK Airprox Board (UKAB) es el organismo encargado de investigar los incidentes airprox (del término en inglés air proximity, 'incidente por proximidad entre aeronaves' o 'incidente de tránsito aéreo') en el Reino Unido. El organismo está financiado a partes iguales por la Civil Aviation Authority (CAA) y la Military Aviation Authority (MAA).
Como su objetivo es mejorar la seguridad aérea, no juzgar la eventaul culpabilidad de las partes implicadas, en sus informes no publican los nombres de las empresas o personas involucradas en este tipo de incidente.
De los más de mil incidentes estudiados por UKAB desde 2013, alrededor de 360 han involucrado a aeronaves de la aviación militar británica (RAF) o estadounidense (USAF).